# May Morris
Mary "May" Morris (Londen, 25 maart 1862 – Kelmscott, 17 oktober 1938) was een Engels ontwerper van borduurwerken en naaldkunstenaar. May Morris was de jongste van de twee dochters van de voorman van de Arts-and-craftsbeweging William Morris en het schildersmodel Jane Burden.
May leerde het handwerk van haar moeder en tante, die waren opgeleid door haar vader. In 1881 schreef zij zich in bij de National Art Training School, die de voorloper was van de Royal College of Art. In 1885 kwam zij in de leiding van de handwerkafdeling van haar vaders bedrijf, Morris & Co.
In 1886 ontmoette zij Henry Halliday Sparling (1860–1924), de secretaris van de Socialist League; zij trouwden in juni 1890. In 1894 kregen zij problemen in hun huwelijk vanwege een vermeende vroegere affaire tussen May en de toneelschrijver George Bernard Shaw. Zij scheidden in 1898.
May Morris publiceerde in 1893 haar werk Decorative Needlework. Verder schreef zij de biografie van haar vader en redigeerde zijn uit 24 delen bestaande werk Collected Works, dat werd uitgegeven tussen 1910 en 1915.

## Publicaties
- Decorative Needlework. Londen: Joseph Hughes & Co. (1893)[2]
- Redactie en introductie van Collected Works of William Morris (24 delen) Londen: Longmans, Green (1910–1915)
- "Coptic Textiles" in: 'Architectural Review 5' (1899), pagina's 274–287
- "Chain Stitch Embroidery" in: 'Century Guild Hobby Horse 3' (1888), pagina's 25–29
- "Line Embroidery" in: 'Art Workers' Quarterly 1:4 (oktober 1902), pagina's 117–121
- "Opus Anglicanum – The Syon Cope" in: Burlington Magazine 6 (oktober 1904 – maart 1905), pagina's 278–285
- "Opus Anglicanum II – The Ascoli Cope" in: 'Burlington Magazine 6' (oktober 1904 – maart 1905), pagina's 440–448
- "Opus Anglicanum III – The Pienza Cope" in: 'Burlington Magazine 7' (april–september 1905), pagina's 54–65
- "Opus Anglicanum at the Burlington Fine Arts Club" in 'Burlington Magazine 7' (april–september 1905), pagina's, 302–309
- "William Morris" (brief) in: 'Times Literary Supplement' nr. 905 (22 mei 1919)
- "William Morris" (brief) in: 'Times Literary Supplement' nr. 1685 (17 mei 1934)